# 文華里 (香港)

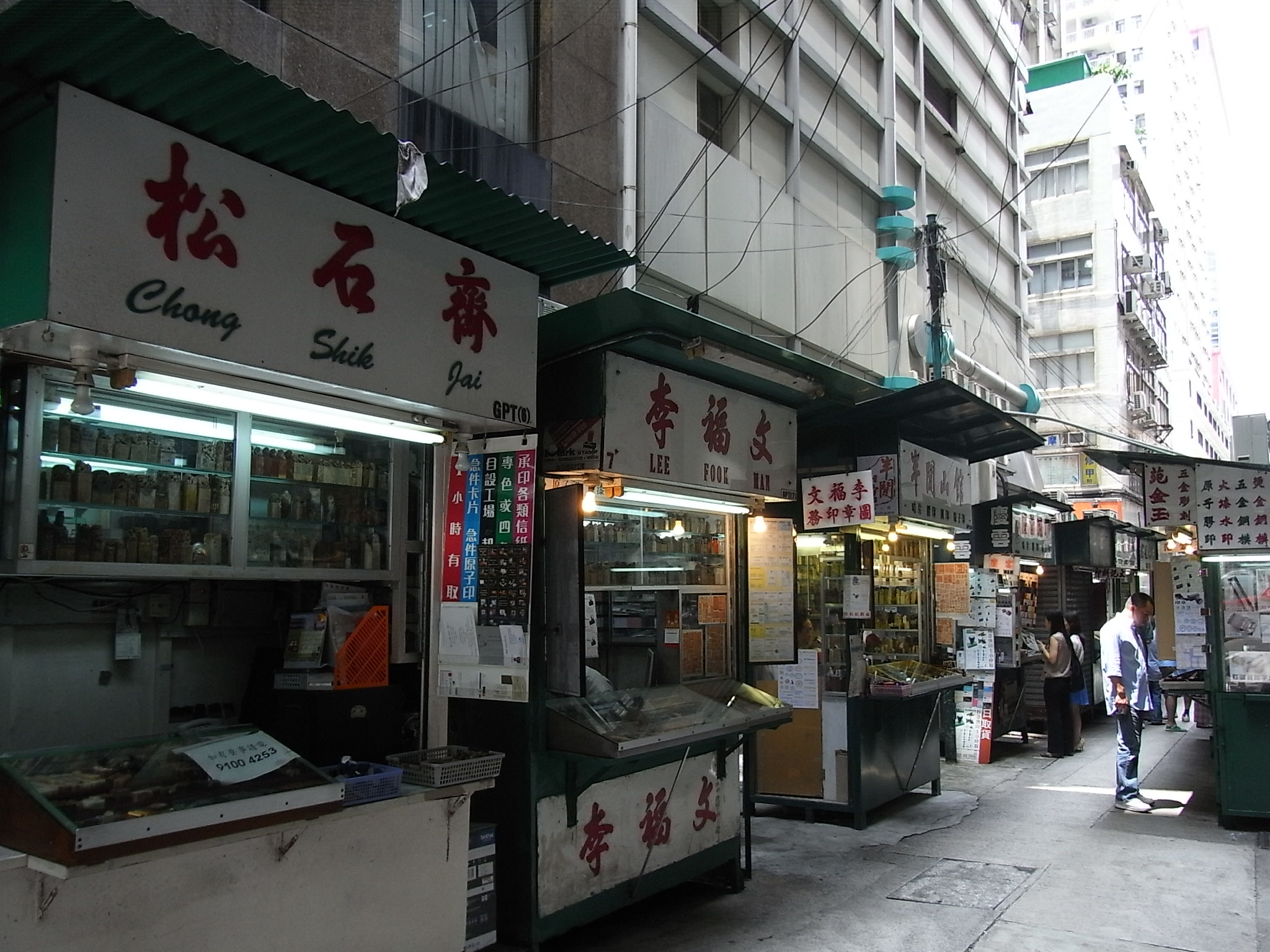
文華里的圖章店

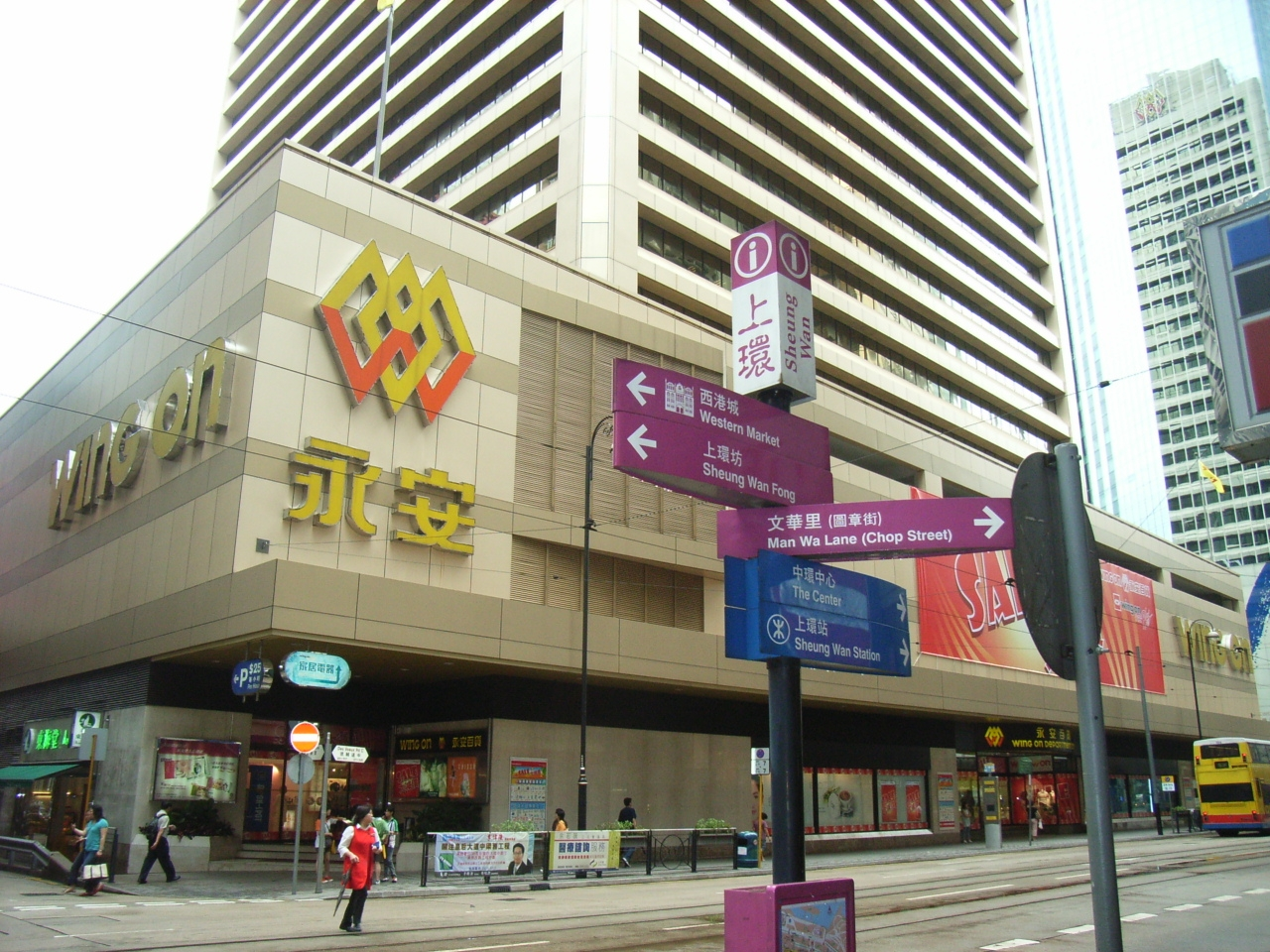
文華里與德輔道中交界處可見香港上環永安公司的建築物永安中心

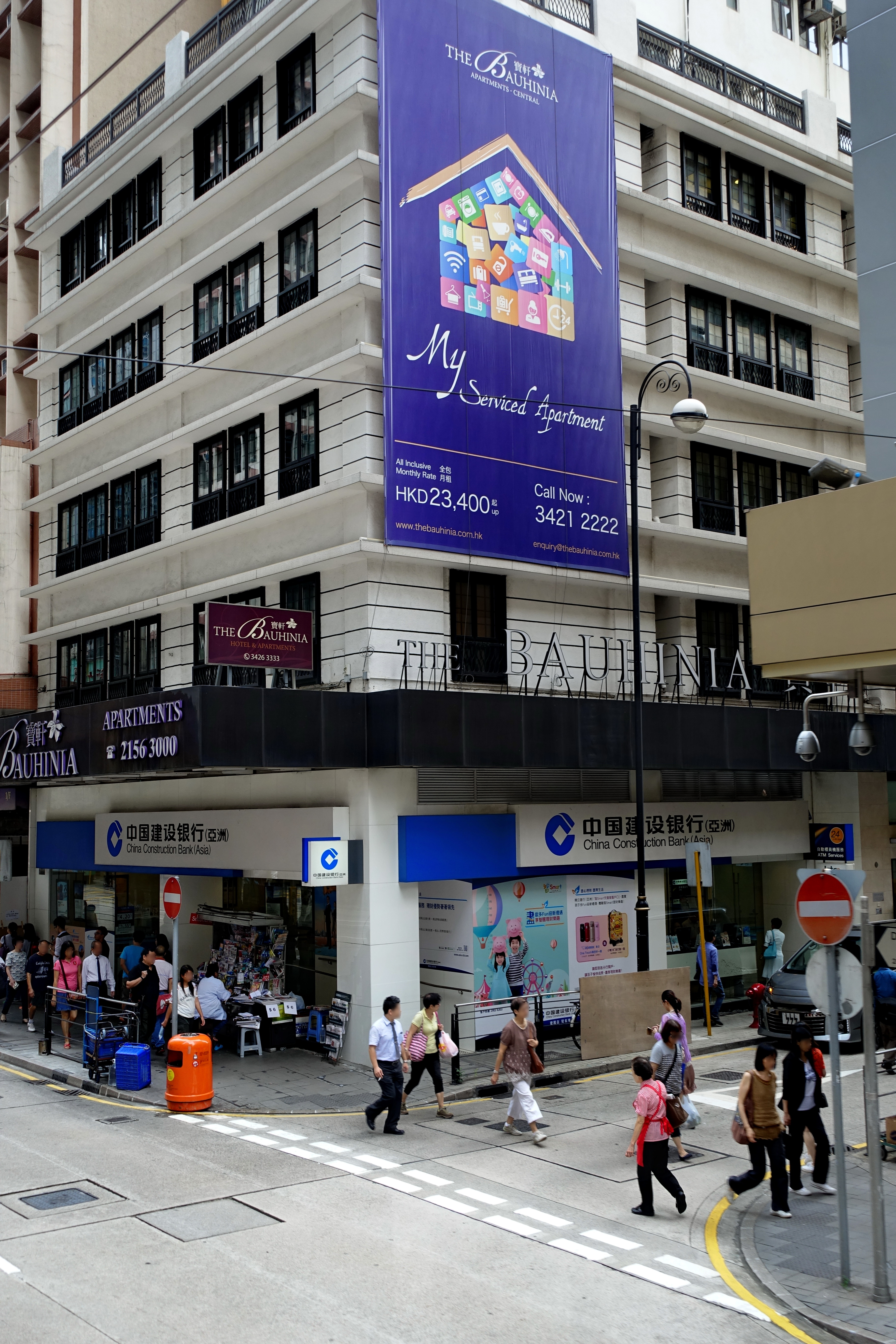
位於德輔道中與文華里交界的寶軒服務式公寓

文華里（英語：Man Wa Lane），別名圖章街，是香港港島中西區上環的一條小街道，以人手造公司圖章及名片，即日可交貨而著名。街道全長只有400米，南北走向，途經文咸東街、永樂街、德輔道中、干諾道中。
文華里的北段東面是永安中心，內有一家老牌的大百貨公司上環永安公司。

## 外部連結
- 文華里地圖[]
- 從實體卡片鋪到網上卡片店：香港文華里的圖章街之變革 （页面存档备份，存于） 林氏臨急設計